# Pavot bleu de l'Himalaya
Pour les articles homonymes, voir Pavot (plante), Pavot (homonymie) et Himalaya (homonymie).
Meconopsis betonicifolia
Espèce
Classification phylogénétique
Le pavot bleu de l'Himalaya, aussi appelé pavot bleu du Tibet et coquelicot bleu de l'Himalaya (Meconopsis betonicifolia, aussi Meconopsis baileyi, tibétain : Utpal Ngonpo ) est une espèce de plantes à fleurs de la famille des Papavéracées. C'est une plante vivace qui a été décrite la première fois par en 1886 par Pierre Jean Marie Delavay. En 1912 (ou 1913), un spécimen fut collecté par Frederick Markham Bailey (mission d'exploration Bailey-Morshead des gorges de Tsangpo). Il s'agit d'une plante de la médecine tibétaine traditionnelle risquant de disparaître en raison d'une commercialisation trop importante.

## Description
Taille : de 1 m à 1,5 m de hauteur 

Taille des fleurs : entre 10 et 20 cm de diamètre

Floraison : juin / juillet 

Port : en rosette et hampe florale 

Rusticité : zone 5 

Exposition : à mi-ombre ou au soleil si le sol est maintenu humide 

Sol : humifère, frais voire humide, et plutôt neutre.
Originaire des gorges du Yarlung Tsangpo, dans le sud-est du Tibet, le pavot bleu pousse à une altitude de 3120 à 4000 mètres.
En 1886, les longues marches de Delavay vers le plateau tibétain l'amenèrent à découvrir des pavots d'un bleu lumineux, mais la plante fut peut-être découverte avant lui et dénommée Meconopsis napaulensis.
Cette vivace est très capricieuse, elle peut devenir envahissante autant que disparaître du jour au lendemain si les conditions ne lui plaisent pas. Elle est appréciée par les escargots et limaces ... et sujette au mildiou.
Cette fleur est l'emblème des Jardins de Métis en Gaspésie au Québec.
La floraison au Québec s’étale approximativement sur un mois, de la fin juin jusqu’à la fin juillet. Elle atteint généralement son apogée les deux premières semaines de juillet.

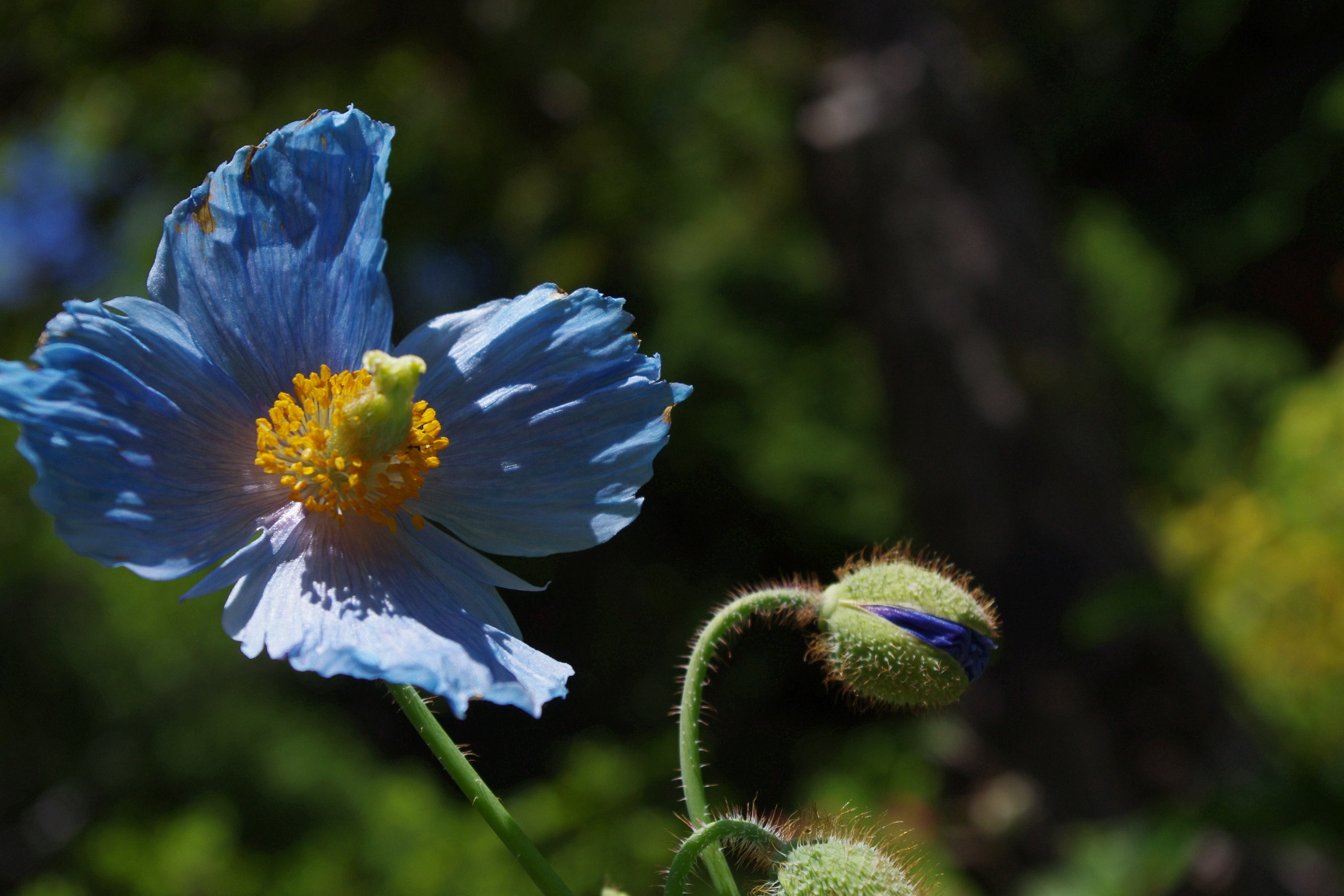
Fleur de Meconopsis betonicifolia.
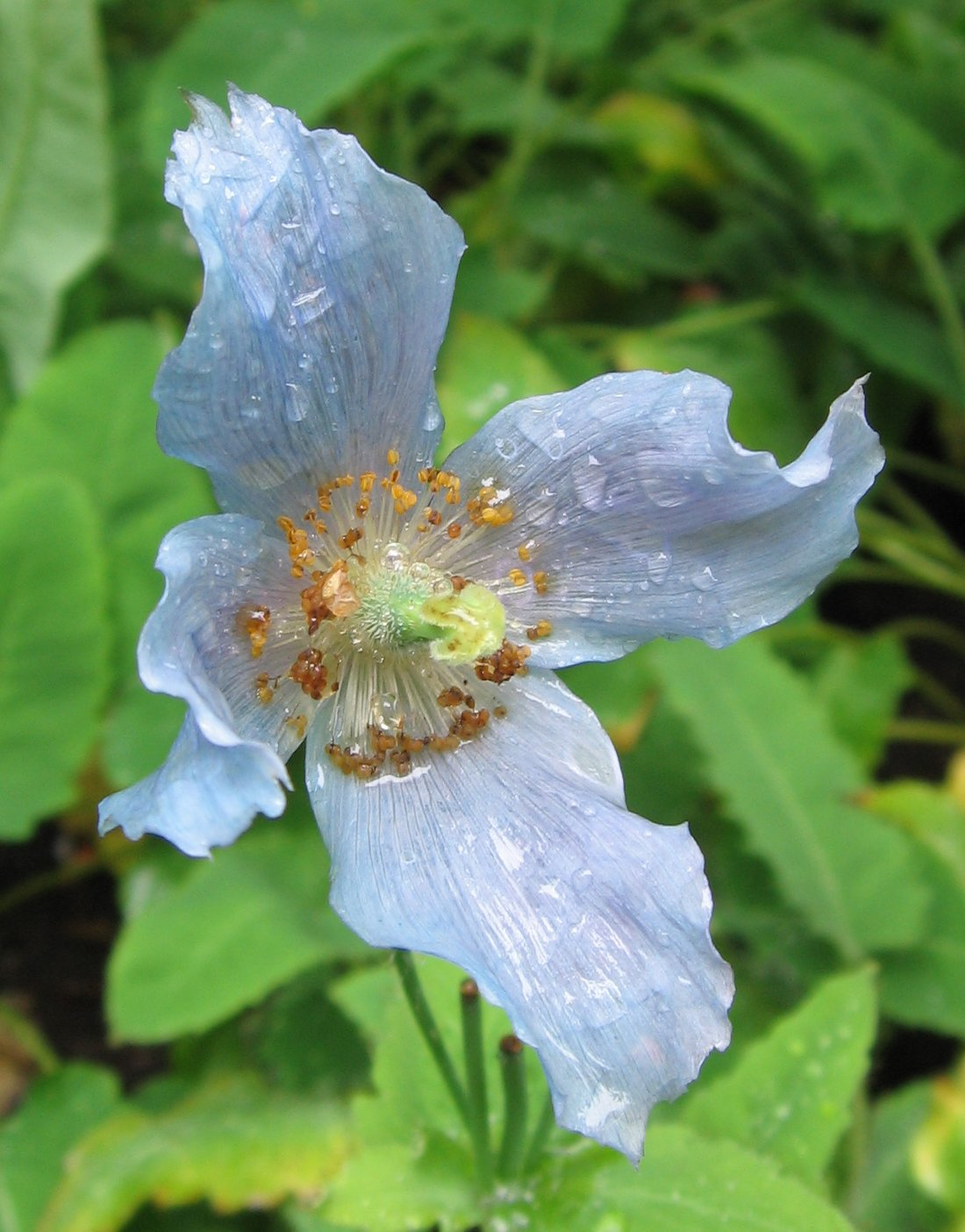
Goutte de pluie sur la fleur de pavot bleu.